# Петар Мамич
Петар Мамич (хорв. Petar Mamić, нар. 6 березня 1996, Загреб) — хорватський футболіст, захисник боснійського клубу «Зріньскі». Виступав також за низку хорватських і закордонних клубів. Чемпіон Хорватії. Володар Кубка Хорватії. Володар Кубка Литви, чемпіон Литви та володар Суперкубка Литви.

## Клубна кар'єра
Петар Мамич народився 1996 року в місті Загреб, та є вихованцем футбольної школи місцевого клубу «Динамо». У 2014 році Мамич розпочав грати в основній команді клубу, проте гравцем основного складу команди не став, і в 2015 році керівництво клубу відправило гравця в оренду до клубу «Локомотива», а після повернення з оренди до 2017 року футболіст грав у другій команді клубу «Динамо».
У 2017 році Мамич став гравцем італійського клубу «Фрозіноне», проте в основному складі команди не зіграв, і за короткий час повернувся на батьківщину до клубу «Інтер» (Запрешич). У 2018 році футболіст перейшов до клубу «Рієка», у складі якого в сезоні 2018—2019 років став володарем Кубка Хорватії. У 2020 році керівництво клубу відправило захисника в оренду до клубу «Вараждин».
У 2020 році хорватський футболіст став гравцем польського клубу «Ракув», проте в основному складі клубу не зіграв, і за короткий час перейшов до іншого хорватського клубу «Подбескідзе». У другій половині 2021 року гравець виступав на батьківщині в клубі «Хрватскі Драговоляц»
У 2022 році хорватський захисник перейшов до складу литовського клубу «Жальгіріс», у якому грав до кінця 2023 року, та став у його складі володарем Кубка Литви, чемпіоном Литви та володарем Суперкубка Литви. На початку 2024 року футболіст перейшов до румунського клубу «ЧФР Клуж», а з другої половини 2024 року грає у складі боснійського клубу «Зріньскі».

## Виступи за збірні
У 2012 році Петар Мамич дебютував у складі юнацької збірної Хорватії, загалом на юнацькому рівні взяв участь у 15 іграх, відзначившись 2 забитими голами.
Протягом 2017—2018 років Мамич грав у складі молодіжної збірної Хорватії. На молодіжному рівні зіграв у 2 офіційних матчах.

## Титули і досягнення
- Чемпіон Хорватії (1):

«Динамо» (Загреб): 2013–2014
- Володар Кубка Хорватії (1):

«Рієка»: 2018–2019
- Володар Кубка Литви (1):

«Жальгіріс»: 2022
- Чемпіон Литви (1):

«Жальгіріс»: 2022
- Володар Суперкубка Литви (1):

«Жальгіріс»: 2023
- Володар Суперкубка Боснії і Герцеговини (1):

«Зрінськи»: 2024